# Минало предварително време
Минало предварително време е глаголно време,  означава резултат от някакво действие, наличен в определен минал момент. Основното в значението на това време е именно резултатността, поради което то неофициално се нарича още „минало резултативно“. За да може резултатът да е наличен в миналия момент, действието трябва да е било извършено преди въпросния минал момент, което обяснява частта „предварително“ в официалното название.
Пример: Вчера, когато ти се обадих, бях научила новината.
Това изречение означава, че научаването на новината се е случило преди вчерашното обаждане.

## В българския език

### Образуване
В българския език миналото предварително време се образува от миналото несвършено време на спомагателния глагол съм и миналото свършено деятелно причастие на спрегаемия глагол.
Пример: спрежение на глагола кажа в минало предварително време.
|      | ед.ч. | ед.ч.                 | мн.ч.        |
| ---- | ----- | --------------------- | ------------ |
| 1 л. | м.р.  | бях казал             | бяхме казали |
| 1 л. | ж.р.  | бях казала            | бяхме казали |
| 1 л. | ср.р. | бях казало            | бяхме казали |
| 2 л. | м.р.  | беше казал бе казал   | бяхте казали |
| 2 л. | ж.р.  | беше казала бе казала | бяхте казали |
| 2 л. | ср.р. | беше казало бе казало | бяхте казали |
| 3 л. | м.р.  | беше казал бе казал   | бяха казали  |
| 3 л. | ж.р.  | беше казала бе казала | бяха казали  |
| 3 л. | ср.р. | беше казало бе казало | бяха казали  |

Забележка: Формите с беше се предпочитат пред тези с бе. Последните имат подчертано книжен характер.

### Употреба
- Основната употреба на минало предварително време в българския език е да изрази резултат от действие, наличен в минал момент:
Когато снощи се прибрах, сестра ми беше заспала.
В този пример заспиването предхожда момента на прибирането.
- Миналото предварително време в българския език има една модална употреба „за досещане“, „за припомняне“:[1]
Ти кой филм ми беше препоръчал?
(когато запитващият е знаел, но е забравил; или когато иска допълнителни сведения като продължение на предишен разговор).

### Често срещани грешки
Миналото предварително време в българския език се образува винаги с помощта на минало свършено деятелно причастие:
бях ходил, бях мислил, бях чел.
Груба граматическа грешка е използването на минало несвършено деятелно причастие:
бях ходел, бях мислел, бях четял.
Такива глаголни форми изобщо не съществуват в българския език.

## В други езици
В старогръцкия език глаголите са имали специални форми за минало предварително време (наричано ὑπερσυντέλικος, т.е. „повече от завършено“), докато в съвременния гръцки език това време се образува със спомагателен глагол.
В латинския език миналото предварително време (plus quam perfectum) се формира без спомагателен глагол в деятелен залог, а в страдателен залог се образува със спомагателен глагол и минало страдателно причастие.
В английския език това време се нарича past perfect и се формира с комбинация от спомагателния глагол to have в минало време и миналото причастие (past participle) на главния глагол, например I had jumped. („Бях скочил.“) и I had written. („Бях писал.“ или „Бях написал.“).
В немския език миналото предварително време се нарича Plusquamperfekt и се образува с помощта на формите за Präteritum на спомагателните глаголи sein или haben и миналото причастие (Partizip II) на основния глагол. Примери: Er war gesprungen. („Той беше скочил.“) и Er hatte geschrieben. („Той беше писал.“ или „Той беше написал.“).